# Karum (naturreservat)
Karum är ett naturreservat i Högsrums socken  i Borgholms kommun i Kalmar län.
Området är naturskyddat sedan 2006 och är 316 hektar stort. Reservatet består av två av byns tre gårdar. Det består av en  små åkrar, alvarmarker, slåtterängar och lövskogar.